# روبن براون (لاعب كرة قدم أمريكية)
روبن براون (بالإنجليزية: Ruben Brown)‏ هو لاعب كرة قدم أمريكية أمريكي، ولد في 13 فبراير 1972 في إنغلوود في الولايات المتحدة.

## وصلات خارجية
- روبن براون على موقع مرجع كرة القدم المحترفة.كوم (الإنجليزية)
- روبن براون على موقع قاعة فرجينيا للمشاهير الرياضية (الإنجليزية)